# Bernardo Pulci
Bernardo Pulci (Florencia, 8 de octubre de 1438 - Florencia, 9 de febrero de 1488) fue un poeta italiano.

## Biografía
Hermano Luca Pulci y Luigi Pulci, fue protegido por los Medici de Florencia, recibió varias asignaciones, entre ellas el de administrador de los funcionarios del Estudio de Florencia y Pisa. Miembro de la Academia de Buccoici, publicó, junto con Francesco Arsocchi, Girolamo Benivieni y Iacopo Buoninsegni, una colección de églogas en 1482, que se considera la primera obra de poesía pastoril en lengua vernácula.
También escribió poemas de amor, sobre la representación sagrada de Barlaam y Josafat, y un poema en tripletas sobre la vida de la Virgen María.

### Obras
- Rappresentazione di Barlaam e Giosafat, Florencia, Antonio Miscomini, circa 1495.
- Passione di Gesù Cristo, impreso en Florencia por Francesco Bonaccorsi, adi III di novembre MCCCCLXXXX.